# Codice ATC M04
Il codice ATC M04 "Preparazioni antigotta" è un sottogruppo terapeutico del sistema di classificazione Anatomico Terapeutico e Chimico, un sistema di codici alfanumerici sviluppato dall'OMS per la classificazione dei farmaci e altri prodotti medici. Il sottogruppo M04 fa parte del gruppo anatomico M dei disturbi del Sistema muscolare-Sistema scheletrico e Articolazioni.
Codici per uso veterinario (codici ATCvet) possono essere creati ponendo la lettera Q di fronte al codice ATC umano: QM04 ...
Numeri nazionali della classificazione ATC possono includere codici aggiuntivi non presenti in questa lista, che segue la versione OMS.

## M04A Preparazioni antigotta

### M04AA Preparazioni che inibiscono la produzione di acido urico
M04AA01 Allopurinolo
M04AA02 Tisopurina
M04AA03 Febuxostat
M04AA51 Allopurinolo, combinazioni

### M04AB Preparazioni che aumentano l'escrezione di acido urico
M04AB01 Probenecid
M04AB02 Sulfinpirazone
M04AB03 Benzbromarone
M04AB04 Isobromindione
M04AB05 Lesinurad

### M04AC Preparazioni che non hanno effetto sul metabolismo dell'acido urico
M04AC01 Colchicina
M04AC02 Cincofene

### M04AX Altre preparazioni antigotta
M04AX01 Urato ossidasi
M04AX02 Pegloticase